# أحاديث طاولة هتلر

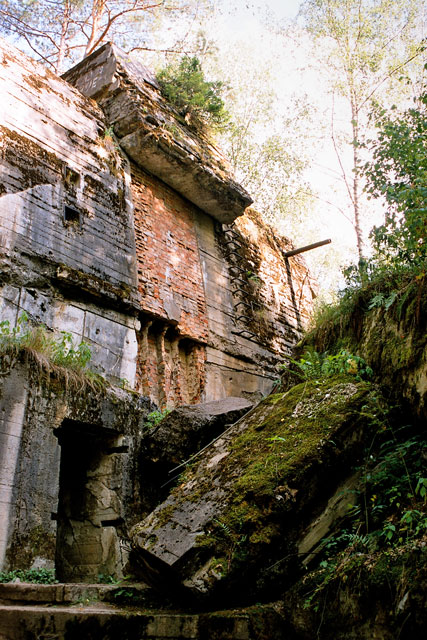
قام هتلر بتسليم معظم مناجاة "Table Talk" في وكر الذئب (أعلاه) وفي Werwolf

«أحاديث طاولة هتلر» (بالألمانية: Tischgespräche im Führerhauptquartier) هو اللقب الذي يُعطى لسلسلة من مونولوجات الحرب العالمية الثانية التي قدمها أدولف هتلر، والتي تم نسخها من عام 1941 إلى 1944. قام هينريش هايم وهنري بيكر ومارتن بورمان بتسجيل ملاحظات هتلر وتم نشرها لاحقًا بواسطة محررين مختلفين تحت عناوين مختلفة بثلاث لغات مختلفة.  
أقنع مارتن بورمان، الذي كان يشغل منصب السكرتير الخاص لهتلر، هتلر بالسماح لفريق من الضباط الذين تم اختيارهم خصيصًا لتسجيل ستينوغرافي محادثاته الخاصة للأجيال القادمة.  تم أخذ الملاحظات الأولى من قبل المحامي هاينريش هايم، بدءًا من 5 يوليو 1941 إلى منتصف مارس 1942. قام هنري بيكر بأخذ مكانه، وتدوين الملاحظات من 21 مارس 1942 حتى 2 أغسطس 1942،  وبعد ذلك واصل هاينريش هايم ومارتن بورمان إلحاق المواد حتى عام 1944. 
تم تسجيل المحادثات في مقر الفوهرر  بصحبة الدائرة الداخلية لهتلر. تدور المحادثات حول الحرب والشؤون الخارجية وكذلك مواقف هتلر من الدين والثقافة والفلسفة وتطلعاته الشخصية ومشاعره تجاه أعدائه وأصدقائه.   

## التاريخ
تاريخ الوثيقة معقد نسبيًا حيث شارك العديد من الأفراد بتدوينه في أوقات مختلفة وجمعه من بين أجزاء مختلفة من العمل. نتج عن هذا الجهد دفتري ملاحظات متميزين، تم ترجمتهما إلى لغات متعددة  وتم تغطيته في بعض الحالات بأطر زمنية غير متداخلة بسبب المشكلات القانونية والمتعلقة بحقوق النشر.  
تستند جميع الإصدارات والترجمات إلى دفترين ألمانيين أصليين، أحدهما لهنري بيكر والآخر يعتمد على دفتر أكثر اكتمالا من تأليف مارتن بورمان (وغالبا ما يطلق عليه بورمان فيرميركي). كان هنري بيكر أول من نشره، وقام بذلك عام 1951 بالألمانية.  تبع ذلك الترجمة الفرنسية في عام 1952 من قبل فرانسوا جينود، وهو ممول سويسري وأحد كبار المستفيدين من الشتات النازي.  جاءت الطبعة الإنجليزية في عام 1953، والتي ترجمها ر. هـ. ستيفنز ونورمان كاميرون ونشرت مع مقدمة للمؤرخ هيو تريفور روبر.   كلتا الترجمتين الفرنسية والإنجليزية كانت مزعومة  استنادًا إلى مخطوطة بورمان-فيرميرك بينما استند بيكير على ملاحظاته الأصلية وكذلك الملاحظات التي حصل عليها مباشرة من هاينريش هايم الممتدة من 5 يوليو 1941 إلى مارس 1942. لم يتم نشر المحتوى الألماني الأصلي في Bormann-Vermerke حتى عام 1980 من قبل المؤرخ فيرنر يوشمان. ومع ذلك، فإن طبعة Jochmann لم تكتمل لأنها تفتقر إلى 100 مشاركة مقدمة من بيكر بين 12 مارس و 1 سبتمبر 1942. يبدو أن مخطوطات «هايم» و«بيكير» الأصلية قد ضاعت ولا يعرف مكان وجودهما. 
أكد ألبرت شبير، الذي كان وزيراً للتسلح في ألمانيا، صحة الإصدار الألماني لبيكير في مذكراته سبانداو. ذكر شبير أن هتلر تحدث في كثير من الأحيان بإسهاب عن موضوعاته المفضلة بينما تم تحويل ضيوف العشاء إلى مستمعين صامتين. في ظل وجود «رؤسائه بالولادة والتعليم»، بذل هتلر جهدًا مخلصًا «لتقديم أفكاره بأسلوب مثير للإعجاب قدر الإمكان». أشار شبير إلى أنه «يجب علينا أن نتذكر أن هذه المجموعة لا تتضمن سوى تلك المقاطع الموجودة في مونولوجات هتلر - لقد استغرقوا ساعة إلى ساعتين يوميًا - والتي اعتبرها بيكر مهمة. النصوص الكاملة ستعزز الشعور بالملل الخانق». [بحاجة لمصدر]